# Museum Altes Zollhaus
Das Museum Altes Zollhaus ist ein Heimatmuseum auf der ostfriesischen Insel Baltrum. Der Heimatverein Baltrum betreut und betreibt das Museum. Es besteht seit 2007 und ist in einem denkmalgeschützten Bummert untergebracht.

## Ausstellung
Schwerpunkte der Sammlung sind die Geschichte der Insel und ihrer Bewohner. Thematisiert werden im Untergeschoss des Ostfriesischen Doppelhauses die Inselschifffahrt, Geburt und Tod, die Entwicklung des Tourismus und die Alltagskultur der Insulaner. Wechselnde Ausstellungen im Obergeschoss des Gebäudes beispielsweise über Sturmfluten, Schifffahrt, Flurnamen und Künstler ergänzen das Angebot. 2023 umfasste die Ausstellung „Sommerfrische auf Baltrum 1923“ 34 Werke Paul Klees, die als Faksimile gezeigt wurden, ergänzt um eine Schau auf die Insel Baltrum im Jahr 1923 in Fotos, Texten und Exponaten.

## Geschichte
Der Heimatverein Baltrum gründete sich am 16. März 1989. Zu den Zielen des Vereins gehören der Schutz und die Pflege der Insellandschaft und der historischen Gebäude, die Erhaltung der Sitten und Gebräuche, die Verbreitung der Kenntnis ostfriesischer Geschichte und Literatur. Zunächst zeigte der Verein seine Ausstellung im Nordseehaus, im heutigen Nationalpark-Haus. 1998 kaufte der Heimatverein das um 1855 als friesisches Doppelhaus (ein sogenannter Bummert) erbaute alte Zollhaus von der Inselgemeinde, um es der Nachwelt zu erhalten und für die Öffentlichkeit zugänglich zu machen. Dort eröffnete der Verein im Mai 2007 das Museum. Das Konzept für die Ausstellung entwarf die Historikerin vom Rheinischen Landesmuseum in Bonn, Heidi Gansohr-Meinel.